# Niclas Alexandersson
Jens Niclas Alexandersson (Halmstad, 29 dicembre 1971) è un ex calciatore svedese, di ruolo centrocampista.

## Caratteristiche tecniche
Era capace di ricoprire tutti i ruoli del centrocampo.

## Carriera

### Club
Debutta in Allsvenskan nel 1989, con la maglia dell'Halmstads, dove rimane fino al 1995, totalizzando 161 presenze e 29 gol. Nella stagione 1996 va al Göteborg dove in due stagioni totalizza 52 presenze e 13 gol. Nel 1997 passa in FA Premier League con lo Sheffield Weds, dove in tre stagioni gioca 75 volte segnando 8 gol. Nel 2000 viene messo sotto contratto dall'Everton; il suo contratto dura quattro anni, e nella stagione 2003-2004 gioca 8 volte in prestito al West Ham United. Terminato il prestito agli Hammers, è tornato in Svezia con il Göteborg.

### Nazionale

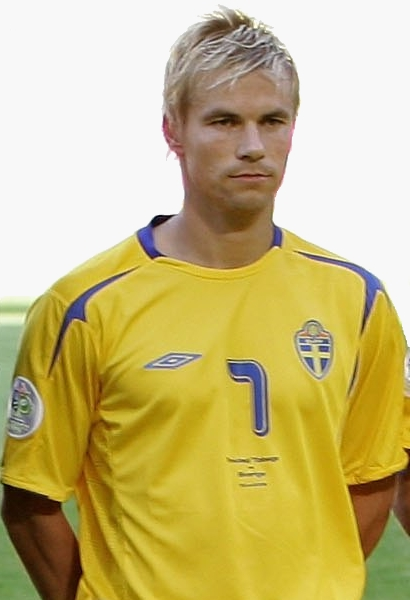
Alexandersson con la maglia della Nazionale svedese.

Debutta nella Nazionale maggiore svedese il 10 novembre 1993 nel pareggio per 1-1 contro l'Austria. Dal 1995 è entrato in pianta stabile nelle convocazioni della Svezia, con cui l'8 marzo dello stesso anno ha segnato (alla quarta presenza) la sua prima rete in Nazionale nell'amichevole pareggiata per 3-3 contro Cipro. Diventato titolare, disputa il suo primo torneo con gli scandinavi nel 2000 partecipando agli Europei in Belgio e Paesi Bassi. Successivamente ha partecipato ai Mondiali disputati in Giappone e Corea del Sud nel 2002, ai Mondiali di Germania 2006 e agli Europei 2008 in Austria e Svizzera.
Dopo Euro 2008 ha lasciato la selezione svedese, con cui ha disputato 109 partite in cui ha realizzato 7 reti, di cui una ai Mondiali 2002 nella partita pareggiata per 1-1 il 2 giugno contro l'Inghilterra, segnando il goal del definitivo pareggio al 59' con un tiro da fuori area. In alcune occasioni (5) è stato anche capitano della Svezia.
Per quanto riguarda le selezioni giovanili, ha giocato con l'Under-20 il Mondiale di categoria, e successivamente con la Svezia Under-21 ha partecipato ai Giochi olimpici di Barcellona 1992.

## Statistiche

### Cronologia presenze e reti in nazionale
| Cronologia completa delle presenze e delle reti in nazionale ― Svezia | Cronologia completa delle presenze e delle reti in nazionale ― Svezia | Cronologia completa delle presenze e delle reti in nazionale ― Svezia | Cronologia completa delle presenze e delle reti in nazionale ― Svezia | Cronologia completa delle presenze e delle reti in nazionale ― Svezia | Cronologia completa delle presenze e delle reti in nazionale ― Svezia | Cronologia completa delle presenze e delle reti in nazionale ― Svezia | Cronologia completa delle presenze e delle reti in nazionale ― Svezia |
| Data                                                                  | Città                                                                 | In casa                                                               | Risultato                                                             | Ospiti                                                                | Competizione                                                          | Reti                                                                  | Note                                                                  |
| --------------------------------------------------------------------- | --------------------------------------------------------------------- | --------------------------------------------------------------------- | --------------------------------------------------------------------- | --------------------------------------------------------------------- | --------------------------------------------------------------------- | --------------------------------------------------------------------- | --------------------------------------------------------------------- |
| 10-11-1993                                                            | Vienna                                                                | Austria                                                               | 1 – 1                                                                 | Svezia                                                                | Qual. Mondiali 1994                                                   | -                                                                     | 80’                                                                   |
| 18-2-1994                                                             | Miami                                                                 | Colombia                                                              | 0 – 0                                                                 | Svezia                                                                | Joe Robbie Cup                                                        | -                                                                     | 75’                                                                   |
| 20-2-1994                                                             | Miami                                                                 | Stati Uniti                                                           | 1 – 3                                                                 | Svezia                                                                | Joe Robbie Cup                                                        | -                                                                     | 73’                                                                   |
| 8-3-1995                                                              | Limassol                                                              | Cipro                                                                 | 3 – 3                                                                 | Svezia                                                                | Amichevole                                                            | 1                                                                     | 46’                                                                   |
| 26-4-1995                                                             | Budapest                                                              | Ungheria                                                              | 2 – 1                                                                 | Svezia                                                                | Qual. Euro 1996                                                       | -                                                                     | 82’                                                                   |
| 4-6-1995                                                              | Birmingham                                                            | Brasile                                                               | 1 – 0                                                                 | Svezia                                                                | Amichevole                                                            | -                                                                     |                                                                       |
| 8-6-1995                                                              | Leeds                                                                 | Inghilterra                                                           | 3 – 3                                                                 | Svezia                                                                | Amichevole                                                            | -                                                                     |                                                                       |
| 10-6-1995                                                             | Nottingham                                                            | Giappone                                                              | 2 – 2                                                                 | Svezia                                                                | Amichevole                                                            | -                                                                     |                                                                       |
| 6-9-1995                                                              | Göteborg                                                              | Svezia                                                                | 0 – 0                                                                 | Svizzera                                                              | Qual. Euro 1996                                                       | -                                                                     |                                                                       |
| 11-10-1995                                                            | Stoccolma                                                             | Svezia                                                                | 2 – 0                                                                 | Scozia                                                                | Amichevole                                                            | -                                                                     |                                                                       |
| 15-11-1995                                                            | Solna                                                                 | Svezia                                                                | 2 – 2                                                                 | Turchia                                                               | Qual. Euro 1996                                                       | 1                                                                     |                                                                       |
| 22-2-1996                                                             | Hong Kong                                                             | Giappone                                                              | 1 – 1 dts (4 – 5 dtr)                                                 | Svezia                                                                | Amichevole                                                            | -                                                                     |                                                                       |
| 25-2-1996                                                             | Brisbane                                                              | Australia                                                             | 0 – 2                                                                 | Svezia                                                                | Amichevole                                                            | -                                                                     |                                                                       |
| 28-2-1996                                                             | Sydney                                                                | Australia                                                             | 0 – 0                                                                 | Svezia                                                                | Amichevole                                                            | -                                                                     |                                                                       |
| 9-5-1996                                                              | Helsingborg                                                           | Svezia                                                                | 2 – 1                                                                 | Slovacchia                                                            | Amichevole                                                            | -                                                                     | 57’                                                                   |
| 16-5-1996                                                             | Seul                                                                  | Corea del Sud                                                         | 0 – 2                                                                 | Svezia                                                                | Amichevole                                                            | -                                                                     | 63’                                                                   |
| 10-11-1996                                                            | Glasgow                                                               | Scozia                                                                | 1 – 0                                                                 | Svezia                                                                | Qual. Mondiali 1998                                                   | -                                                                     | 68’                                                                   |
| 9-2-1997                                                              | Bangkok                                                               | Romania                                                               | 0 – 2                                                                 | Svezia                                                                | Amichevole                                                            | -                                                                     | 76’                                                                   |
| 11-2-1997                                                             | Bangkok                                                               | Thailandia                                                            | 0 – 0                                                                 | Svezia                                                                | King's Cup 1997                                                       | -                                                                     |                                                                       |
| 13-2-1997                                                             | Bangkok                                                               | Giappone                                                              | 0 – 1                                                                 | Svezia                                                                | King's Cup 1997                                                       | -                                                                     |                                                                       |
| 16-2-1997                                                             | Bangkok                                                               | Thailandia                                                            | 1 – 3                                                                 | Svezia                                                                | King's Cup 1997                                                       | -                                                                     |                                                                       |
| 12-3-1997                                                             | Ramat Gan                                                             | Israele                                                               | 0 – 1                                                                 | Svezia                                                                | Amichevole                                                            | -                                                                     | 72’                                                                   |
| 2-4-1997                                                              | Parigi                                                                | Francia                                                               | 1 – 0                                                                 | Svezia                                                                | Amichevole                                                            | -                                                                     | 46’                                                                   |
| 8-6-1997                                                              | Tallinn                                                               | Estonia                                                               | 2 – 3                                                                 | Svezia                                                                | Qual. Mondiali 1998                                                   | -                                                                     | 76’                                                                   |
| 6-8-1997                                                              | Malmö                                                                 | Svezia                                                                | 1 – 0                                                                 | Lituania                                                              | Amichevole                                                            | -                                                                     | 46’                                                                   |
| 20-8-1997                                                             | Minsk                                                                 | Bielorussia                                                           | 1 – 2                                                                 | Svezia                                                                | Qual. Mondiali 1998                                                   | -                                                                     |                                                                       |
| 6-9-1997                                                              | Vienna                                                                | Austria                                                               | 1 – 0                                                                 | Svezia                                                                | Qual. Mondiali 1998                                                   | -                                                                     |                                                                       |
| 10-9-1997                                                             | Stoccolma                                                             | Svezia                                                                | 1 – 0                                                                 | Lettonia                                                              | Qual. Mondiali 1998                                                   | -                                                                     |                                                                       |
| 11-10-1997                                                            | Solna                                                                 | Svezia                                                                | 1 – 0                                                                 | Estonia                                                               | Qual. Mondiali 1998                                                   | -                                                                     |                                                                       |
| 10-2-1999                                                             | Tunisi                                                                | Tunisia                                                               | 0 – 1                                                                 | Svezia                                                                | Amichevole                                                            | 1                                                                     | 90’                                                                   |
| 27-3-1999                                                             | Göteborg                                                              | Svezia                                                                | 2 – 0                                                                 | Lussemburgo                                                           | Qual. Euro 2000                                                       | -                                                                     |                                                                       |
| 31-3-1999                                                             | Chorzów                                                               | Polonia                                                               | 0 – 1                                                                 | Svezia                                                                | Qual. Euro 2000                                                       | -                                                                     | 73’                                                                   |
| 28-4-1999                                                             | Dublino                                                               | Irlanda                                                               | 2 – 0                                                                 | Svezia                                                                | Amichevole                                                            | -                                                                     | 46’                                                                   |
| 27-5-1999                                                             | Solna                                                                 | Svezia                                                                | 2 – 1                                                                 | Giamaica                                                              | Amichevole                                                            | -                                                                     |                                                                       |
| 5-6-1999                                                              | Londra                                                                | Inghilterra                                                           | 0 – 0                                                                 | Svezia                                                                | Qual. Euro 2000                                                       | -                                                                     | 7’                                                                    |
| 18-8-1999                                                             | Malmö                                                                 | Svezia                                                                | 0 – 0                                                                 | Austria                                                               | Amichevole                                                            | -                                                                     | 46’                                                                   |
| 4-9-1999                                                              | Solna                                                                 | Svezia                                                                | 1 – 0                                                                 | Bulgaria                                                              | Qual. Euro 2000                                                       | 1                                                                     | 63’                                                                   |
| 8-9-1999                                                              | Lussemburgo                                                           | Lussemburgo                                                           | 0 – 1                                                                 | Svezia                                                                | Qual. Euro 2000                                                       | 1                                                                     |                                                                       |
| 9-10-1999                                                             | Solna                                                                 | Svezia                                                                | 2 – 0                                                                 | Polonia                                                               | Qual. Euro 2000                                                       | -                                                                     |                                                                       |
| 23-2-2000                                                             | Palermo                                                               | Italia                                                                | 1 – 0                                                                 | Svezia                                                                | Amichevole                                                            | -                                                                     |                                                                       |
| 26-4-2000                                                             | Copenaghen                                                            | Danimarca                                                             | 0 – 1                                                                 | Svezia                                                                | Amichevole                                                            | -                                                                     |                                                                       |
| 3-6-2000                                                              | Göteborg                                                              | Svezia                                                                | 1 – 1                                                                 | Spagna                                                                | Amichevole                                                            | -                                                                     | 68’                                                                   |
| 10-6-2000                                                             | Bruxelles                                                             | Belgio                                                                | 2 – 1                                                                 | Svezia                                                                | Euro 2000 - 1º turno                                                  | -                                                                     |                                                                       |
| 15-6-2000                                                             | Eindhoven                                                             | Svezia                                                                | 0 – 0                                                                 | Turchia                                                               | Euro 2000 - 1º turno                                                  | -                                                                     | 63’                                                                   |
| 19-6-2000                                                             | Eindhoven                                                             | Italia                                                                | 2 – 1                                                                 | Svezia                                                                | Euro 2000 - 1º turno                                                  | -                                                                     | 52’                                                                   |
| 2-9-2000                                                              | Baku                                                                  | Azerbaigian                                                           | 0 – 1                                                                 | Svezia                                                                | Qual. Mondiali 2002                                                   | -                                                                     |                                                                       |
| 7-10-2000                                                             | Göteborg                                                              | Svezia                                                                | 1 – 1                                                                 | Turchia                                                               | Qual. Mondiali 2002                                                   | -                                                                     | 55’                                                                   |
| 25-4-2001                                                             | Ginevra                                                               | Svizzera                                                              | 0 – 2                                                                 | Svezia                                                                | Amichevole                                                            | -                                                                     | 46’                                                                   |
| 2-6-2001                                                              | Solna                                                                 | Svezia                                                                | 2 – 0                                                                 | Slovacchia                                                            | Qual. Mondiali 2002                                                   | -                                                                     | 73’                                                                   |
| 6-6-2001                                                              | Göteborg                                                              | Svezia                                                                | 6 – 0                                                                 | Moldavia                                                              | Qual. Mondiali 2002                                                   | 1                                                                     |                                                                       |
| 15-8-2001                                                             | Solna                                                                 | Svezia                                                                | 3 – 0                                                                 | Sudafrica                                                             | Amichevole                                                            | -                                                                     | 46’                                                                   |
| 1-9-2001                                                              | Skopje                                                                | Macedonia                                                             | 1 – 2                                                                 | Svezia                                                                | Qual. Mondiali 2002                                                   | -                                                                     |                                                                       |
| 5-9-2001                                                              | Istanbul                                                              | Turchia                                                               | 1 – 2                                                                 | Svezia                                                                | Qual. Mondiali 2002                                                   | -                                                                     | 78’                                                                   |
| 7-10-2001                                                             | Solna                                                                 | Svezia                                                                | 3 – 0                                                                 | Azerbaigian                                                           | Qual. Mondiali 2002                                                   | -                                                                     |                                                                       |
| 10-11-2001                                                            | Manchester                                                            | Inghilterra                                                           | 1 – 1                                                                 | Svezia                                                                | Amichevole                                                            | -                                                                     | 84’                                                                   |
| 27-3-2002                                                             | Malmö                                                                 | Svezia                                                                | 1 – 1                                                                 | Svizzera                                                              | Amichevole                                                            | -                                                                     | 46’                                                                   |
| 17-4-2002                                                             | Oslo                                                                  | Norvegia                                                              | 0 – 0                                                                 | Svezia                                                                | Amichevole                                                            | -                                                                     | 73’                                                                   |
| 17-5-2002                                                             | Solna                                                                 | Svezia                                                                | 1 – 2                                                                 | Paraguay                                                              | Amichevole                                                            | -                                                                     |                                                                       |
| 25-5-2002                                                             | Tokyo                                                                 | Giappone                                                              | 1 – 1                                                                 | Svezia                                                                | Amichevole                                                            | -                                                                     | 16’                                                                   |
| 2-6-2002                                                              | Saitama                                                               | Inghilterra                                                           | 1 – 1                                                                 | Svezia                                                                | Mondiali 2002 - 1º turno                                              | 1                                                                     |                                                                       |
| 7-6-2002                                                              | Kobe                                                                  | Nigeria                                                               | 1 – 2                                                                 | Svezia                                                                | Mondiali 2002 - 1º turno                                              | -                                                                     | 69’                                                                   |
| 12-6-2002                                                             | Rifu                                                                  | Argentina                                                             | 1 – 1                                                                 | Svezia                                                                | Mondiali 2002 - 1º turno                                              | -                                                                     |                                                                       |
| 16-6-2002                                                             | Ōita                                                                  | Senegal                                                               | 2 – 1 gg                                                              | Svezia                                                                | Mondiali 2002 - Ottavi di finale                                      | -                                                                     | 76’                                                                   |
| 21-8-2002                                                             | Mosca                                                                 | Russia                                                                | 1 – 1                                                                 | Svezia                                                                | Amichevole                                                            | -                                                                     |                                                                       |
| 7-9-2002                                                              | Riga                                                                  | Lettonia                                                              | 0 – 0                                                                 | Svezia                                                                | Qual. Euro 2004                                                       | -                                                                     |                                                                       |
| 12-10-2002                                                            | Solna                                                                 | Svezia                                                                | 1 – 1                                                                 | Ungheria                                                              | Qual. Euro 2004                                                       | -                                                                     | 59’                                                                   |
| 16-10-2002                                                            | Göteborg                                                              | Svezia                                                                | 2 – 3                                                                 | Portogallo                                                            | Amichevole                                                            | -                                                                     |                                                                       |
| 12-2-2003                                                             | Radès                                                                 | Tunisia                                                               | 1 – 0                                                                 | Svezia                                                                | Amichevole                                                            | -                                                                     | 70’                                                                   |
| 18-8-2004                                                             | Stoccolma                                                             | Svezia                                                                | 2 – 2                                                                 | Paesi Bassi                                                           | Amichevole                                                            | -                                                                     | 61’                                                                   |
| 9-10-2004                                                             | Stoccolma                                                             | Svezia                                                                | 3 – 0                                                                 | Ungheria                                                              | Qual. Mondiali 2006                                                   | -                                                                     | 74’                                                                   |
| 13-10-2004                                                            | Reykjavík                                                             | Islanda                                                               | 1 – 4                                                                 | Svezia                                                                | Qual. Mondiali 2006                                                   | -                                                                     | 56’                                                                   |
| 17-11-2004                                                            | Edimburgo                                                             | Scozia                                                                | 1 – 4                                                                 | Svezia                                                                | Amichevole                                                            | -                                                                     |                                                                       |
| 22-1-2005                                                             | Carson                                                                | Corea del Sud                                                         | 1 – 1                                                                 | Svezia                                                                | Amichevole                                                            | -                                                                     | cap.                                                                  |
| 26-1-2005                                                             | San Diego                                                             | Messico                                                               | 0 – 0                                                                 | Svezia                                                                | Amichevole                                                            | -                                                                     | cap. 82’                                                              |
| 9-2-2005                                                              | Saint-Denis                                                           | Francia                                                               | 1 – 1                                                                 | Svezia                                                                | Amichevole                                                            | -                                                                     | 46’                                                                   |
| 26-3-2005                                                             | Sofia                                                                 | Bulgaria                                                              | 0 – 3                                                                 | Svezia                                                                | Qual. Mondiali 2006                                                   | -                                                                     | 60’                                                                   |
| 4-6-2005                                                              | Göteborg                                                              | Svezia                                                                | 6 – 0                                                                 | Malta                                                                 | Qual. Mondiali 2006                                                   | -                                                                     |                                                                       |
| 17-8-2005                                                             | Göteborg                                                              | Svezia                                                                | 2 – 1                                                                 | Rep. Ceca                                                             | Amichevole                                                            | -                                                                     |                                                                       |
| 3-9-2005                                                              | Solna                                                                 | Svezia                                                                | 3 – 0                                                                 | Bulgaria                                                              | Qual. Mondiali 2006                                                   | -                                                                     | 72’                                                                   |
| 7-9-2005                                                              | Budapest                                                              | Ungheria                                                              | 0 – 1                                                                 | Svezia                                                                | Qual. Mondiali 2006                                                   | -                                                                     |                                                                       |
| 8-10-2005                                                             | Zagabria                                                              | Croazia                                                               | 1 – 0                                                                 | Svezia                                                                | Qual. Mondiali 2006                                                   | -                                                                     |                                                                       |
| 12-10-2005                                                            | Stoccolma                                                             | Svezia                                                                | 3 – 1                                                                 | Islanda                                                               | Qual. Mondiali 2006                                                   | -                                                                     | 66’                                                                   |
| 12-11-2005                                                            | Seul                                                                  | Corea del Sud                                                         | 2 – 2                                                                 | Svezia                                                                | Amichevole                                                            | -                                                                     |                                                                       |
| 18-1-2006                                                             | Riyadh                                                                | Arabia Saudita                                                        | 1 – 1                                                                 | Svezia                                                                | Amichevole                                                            | -                                                                     | cap.                                                                  |
| 23-1-2006                                                             | Abu Dhabi                                                             | Giordania                                                             | 0 – 0                                                                 | Svezia                                                                | Amichevole                                                            | -                                                                     | cap.                                                                  |
| 25-5-2006                                                             | Göteborg                                                              | Svezia                                                                | 0 – 0                                                                 | Finlandia                                                             | Amichevole                                                            | -                                                                     |                                                                       |
| 2-6-2006                                                              | Solna                                                                 | Svezia                                                                | 1 – 1                                                                 | Cile                                                                  | Amichevole                                                            | -                                                                     | 46’                                                                   |
| 10-6-2006                                                             | Dortmund                                                              | Trinidad e Tobago                                                     | 0 – 0                                                                 | Svezia                                                                | Mondiali 2006 - 1º turno                                              | -                                                                     |                                                                       |
| 15-6-2006                                                             | Berlino                                                               | Svezia                                                                | 1 – 0                                                                 | Paraguay                                                              | Mondiali 2006 - 1º turno                                              | -                                                                     |                                                                       |
| 20-6-2006                                                             | Colonia                                                               | Svezia                                                                | 2 – 2                                                                 | Inghilterra                                                           | Mondiali 2006 - 1º turno                                              | -                                                                     | 83’                                                                   |
| 24-6-2006                                                             | Monaco di Baviera                                                     | Germania                                                              | 2 – 0                                                                 | Svezia                                                                | Mondiali 2006 - Ottavi di finale                                      | -                                                                     |                                                                       |
| 16-8-2006                                                             | Gelsenkirchen                                                         | Germania                                                              | 3 – 0                                                                 | Svezia                                                                | Amichevole                                                            | -                                                                     |                                                                       |
| 2-9-2006                                                              | Riga                                                                  | Lettonia                                                              | 0 – 1                                                                 | Svezia                                                                | Qual. Euro 2008                                                       | -                                                                     |                                                                       |
| 6-9-2006                                                              | Göteborg                                                              | Svezia                                                                | 3 – 1                                                                 | Liechtenstein                                                         | Qual. Euro 2008                                                       | -                                                                     |                                                                       |
| 7-10-2006                                                             | Stoccolma                                                             | Svezia                                                                | 2 – 0                                                                 | Spagna                                                                | Qual. Euro 2008                                                       | -                                                                     |                                                                       |
| 11-10-2006                                                            | Reykjavík                                                             | Islanda                                                               | 1 – 2                                                                 | Svezia                                                                | Qual. Euro 2008                                                       | -                                                                     | cap.                                                                  |
| 14-1-2007                                                             | Maracaibo                                                             | Venezuela                                                             | 2 – 0                                                                 | Svezia                                                                | Amichevole                                                            | -                                                                     | 74’                                                                   |
| 28-3-2007                                                             | Belfast                                                               | Irlanda del Nord                                                      | 2 – 1                                                                 | Svezia                                                                | Qual. Euro 2008                                                       | -                                                                     | 61’                                                                   |
| 2-6-2007                                                              | Copenaghen                                                            | Danimarca                                                             | 0 – 3 tav                                                             | Svezia                                                                | Qual. Euro 2008                                                       | -                                                                     | 44’                                                                   |
| 6-6-2007                                                              | Stoccolma                                                             | Svezia                                                                | 5 – 0                                                                 | Islanda                                                               | Qual. Euro 2008                                                       | -                                                                     | [ 7 ]                                                                 |
| 22-8-2007                                                             | Göteborg                                                              | Svezia                                                                | 1 – 0                                                                 | Stati Uniti                                                           | Amichevole                                                            | -                                                                     | 46’                                                                   |
| 8-9-2007                                                              | Solna                                                                 | Svezia                                                                | 0 – 0                                                                 | Danimarca                                                             | Qual. Euro 2008                                                       | -                                                                     |                                                                       |
| 12-9-2007                                                             | Podgorica                                                             | Montenegro                                                            | 1 – 2                                                                 | Svezia                                                                | Amichevole                                                            | -                                                                     | 86’                                                                   |
| 13-1-2008                                                             | San Juan                                                              | Costa Rica                                                            | 0 – 1                                                                 | Svezia                                                                | Amichevole                                                            | -                                                                     | 68’                                                                   |
| 19-1-2008                                                             | Carson City                                                           | Stati Uniti                                                           | 2 – 0                                                                 | Svezia                                                                | Amichevole                                                            | -                                                                     | 46’                                                                   |
| 26-3-2008                                                             | Londra                                                                | Brasile                                                               | 1 – 0                                                                 | Svezia                                                                | Amichevole                                                            | -                                                                     | 80’                                                                   |
| 26-5-2008                                                             | Göteborg                                                              | Svezia                                                                | 1 – 0                                                                 | Slovenia                                                              | Amichevole                                                            | -                                                                     | 78’                                                                   |
| 1-6-2008                                                              | Stoccolma                                                             | Svezia                                                                | 0 – 1                                                                 | Ucraina                                                               | Amichevole                                                            | -                                                                     | 72’                                                                   |
| 10-6-2008                                                             | Salisburgo                                                            | Grecia                                                                | 0 – 2                                                                 | Svezia                                                                | Euro 2008 - 1º turno                                                  | -                                                                     | 74’                                                                   |
| Totale                                                                |                                                                       | Presenze (10º posto)                                                  | 109                                                                   |                                                                       | Reti                                                                  | 7                                                                     |                                                                       |

## Palmarès

### Club

#### Competizioni nazionali
- Coppa di Svezia: 2

Halmstad: 1995
IFK Göteborg: 2008
- Campionato svedese: 2

IFK Göteborg: 1996, 2007
- Supercoppa di Svezia: 1

IFK Göteborg: 2008